# Kahán Ágost
Kahán Ágost (Nagykanizsa, 1914. január 29. – Hegymagas, 2004. augusztus 21.) szemész, egyetemi tanár, az orvostudományok kandidátusa (1952), doktora (1974). Hári Pál (1869–1933) orvos, biokémikus unokaöccse.

## Életpályája
Kahán Imre (1873–1944) fogorvos, honvéd ezredorvos és Hűvös (Hirschel) Jolán (1886–1944) gyermekeként született asszimilálódott zsidó polgári családban. Bar-micvóját 1927 novemberében tartották a nagykanizsai zsinagógában. Anyai ágon rokonságban állt a nemesi rangot nyert botfai Hüvös családdal. A Nagykanizsai Kegyesrendi Római Katolikus Reálgimnáziumban kitüntetéssel érettségizett. Tanulmányait a budapesti Pázmány Péter Tudományegyetem Orvostudományi Karán folytatta. 1939. február 11-én avatták orvosdoktorrá. 1939 februárja és 1943 decembere között a budapesti Magyar Királyi Állami Szemkórház gyakornoka, majd alorvosa volt. 1943 márciusában szemész szakorvosi vizsgát tett. 1940-ben Jászberényben három hónapon át munkaszolgálatot végzett. 1944 januárjától ismét behívták; előbb a pesterzsébeti munkaszolgálatos századnál dolgozott, majd az 1944 márciusi német megszállást követően átvezényelték Csíkszeredára, ahol orvosként alkalmazták a X. Székely Híradó Zászlóaljnál. 1944 október végén szabadult fel Mátészalkánál, s novembertől már városi orvosként működött Karcagon. Szüleit Auschwitzba deportálták, ahonnan nem tértek vissza. 1945 elején a debreceni Szemklinikán dolgozott, ahonnan visszatért szülővárosába. 1947-ig Nagykanizsán trachomaellenőrző orvos és a helyi rendelőintézet főorvosa volt. 1947 és 1950 között a Pázmány Péter Tudományegyetem II. számú Szemészeti Klinikájának gyakornoka, egyetemi tanársegéde. 1950–1951-ben a Szegedi Orvostudományi Egyetem Szemészeti Klinikájának, 1951–1954-ben a Budapesti Orvostudományi Egyetem I. számú Szemészeti Klinikájának egyetemi adjunktusa volt. 1954 áprilisa és novembere között a Szegedi Orvostudományi Egyetem Szemészeti Klinikájának adjunktusa, 1954 és 1969 között egyetemi docense, 1969. július 1. és 1984. június 30. között tanszékvezető egyetemi tanára. 1994. március 1-jétől ugyanott professor emeritus. 1964-ben végzett a Marxizmus-Leninizmus Esti Egyetemen.
Nyugalomba vonulását követően is kapcsolatban maradt a klinikával és évente több alkalommal tartott előadásokat orvostanhallgatók, szakorvosok számára egyetemi rendezvényeken, tudományos konferenciákon. Utolsó éveit a Badacsony közelében található Szent György-hegyen töltötte, ahol festészettel és szőlőtermesztéssel foglalkozott.
Tudományos érdeklődésének középpontjában a retina kórélettana, elektrofiziológiája, hematológiai és endokrinológiai vonatkozásai s farmakológiája állt. Műszereket szerkesztett, amelyekkel meghatározhatók a pálcikák és csapok fényingerküszöbei, a látótér különböző részein. Ő vezette be először Magyarországon a fúziós frekvencia vizsgálatait. 1981 és 1984 között a Magyar Szemorvos Társaság elnöke volt, továbbá tagja a Magyar Élettani Társaságnak, a Korányi Sándor Társaságnak valamint az International Society for Clinical Electrophysiology of Visionnak. Szerkesztő bizottsági tagja volt a Szemészet című folyóiratnak és az Excerpta Medica: Ophtalmology szekciójának.
Felesége Kahánné László Ilona (1923–?) biokémikus, László Árpád ügyvéd és Szauer Margit lánya, akivel 1942-ben kötött házasságot. Gyermekük Kahán Zsuzsanna (1953–) orvos, belgyógyász, egyetemi tanár.
A szegedi zsidó temetőben nyugszik.

## Művei
- Kötőhártya- és szaruhártya-xerosis két esete. (Orvosi Hetilap, 1943. 36.)
- Kontaktüveg és a szem túlérzékenysége. Györffy Istvánnal. (Orvosok Lapja, 1948)
- A Riehl-melanosis szemtünetei. Photosensibilisatio és fényvédelem az adaptatiovizsgálat tükrében. (Orvosi Hetilap, 1949. 3.)
- A fényérzés. – Új szemészeti kenőcsalapanyag. Koritsánszky Dénessel, Mándy Erzsébettel. (Szemészet, 1953)
- Ein Simultan-Adaptometer. Oláh Imrével. (Acta Medica, 1954)
- A trachomáról. (Szemészet, 1955)
- Trachoma és fibrinoldás. Szeghy Gergellyel, Vajda Péterrel. – Trachoma és véralvadás. Szeghy Gergellyel, Vajda Péterrel. (Szemészet, 1956)
- Újabb adatok a szemészeti vírusbetegségek pathológiájához. Többekkel. (MTA Biológiai és Orvosi Tudományok Osztálya Közleményei, 1957)
- Clotting Phenomena in Trachoma. Szeghy Gergellyel, Vajda Péterrel. (American Journal of Ophthalmology, 1957)
- Clinical and Etiologic Evaluation of an Epidemic of Keratoconjunctivitis. Béládi Ilonával. (Ophthalmologica, 1958)
- Adenovírus izolálása pharyngo-conjunctivalis láz eseteiből. Béládi Ilonával. (Orvosi Hetilap, 1958. 7.)
- Mucoproteinhez és glukuronsavhoz kötött urobilinoidok a vizeletben. Kahánné László Ilonával. (Kísérletes Orvostudomány, 1959)
- Studies on Vitreous Hyaluronate. Kahánné László Ilonával. (American Journal of Ophthalmology, 1960)
- A terramycin szemkenőcs hatásosságáról. Pápai Ibolyával. – A szem biokémiájának gyakorlati vonatkozásai. 1–2. (Szemészet, 1961)
- A retina betegségei. – Az üvegtest betegségei. (Boros Béla–Kettesy Aladár–Kukán Ferenc: Szemészet. Egyetemi tankönyv. Budapest, 1962, 2. kiadás. 1967)
- Hypophysistáji röntgenbesugárzás hatása a diabeteses retinopathiára. Többekkel. (Szemészet, 1962)
- Hypophysis implantatiók hatása a retina működésére degeneratio pigmentosánál. (A Korányi Sándor Társaság tudományos ülései. I. A vesebetegségek klinikuma. Szerk. Zoltán Imre. Budapest, 1962)
- Az 1962. évi szegedi keratoconjunctivitis epidemica aetiológiájáról. Többekkel. (Orvosi Hetilap, 1963. 10.)
- Erythrocytic Anomalies in Hereditary Vitreo-Retinal Degeneration. Degeneratio hyaloideoretinalis. Többekkel. (British Journal of Ophthalmology, 1963)
- Kedvezőtlen kórjóslatú retinaleválások gyógyítása az ínhártya lamellaris tetőcserép-plasztikájával. Oláh Miklóssal. – Haemoglobin anomáliák vizsgálata. Benkő Sándorral, Kahánné László Ilonával. – Degeneratio vitreoretinalis, a fiatalok üvegtesti vérzéseinek egyik oka. Bauer Nándorral, B. Juhász Karolával. (Szemészet, 1963)
- Aetiologic Relationship of Adenovirus Type 8 to the Epidemic of Keratoconjunctivitis in Szeged. Többekkel. (Acta Microbiologica, 1963)
- Sensory and ERG-data about Chromatopsy without Amblyopia. Többekkel. (Acta Ophthalmologica, 1964)
- Ophthalmologiai syndromák. (Belgyógyászati syndromák. Bp., 1964)
- A rheumatoid arthritis és systemás lupus erythematosus chloroquin-kezelések mellékhatásairól. Többekkel. (Orvosi Hetilap, 1964. 19.)
- Az uveapigment-bőrpróba diagnosztikus felhasználása. Sztanojevits Annával. (Szemészet, 1964)
- Pigment-Autoagression in der Pathogenese des Vogt– Koyanagi–Harada Syndroms. Többekkel. (Albrecht v. Graefes Archive Ophthalmologie, 1964)
- New Retinal Signs of Renal Failure. Gál Györggyel. (Ophthalmologica [Basel], 1964)
- A szemfenéki thrombosisok hátteréről. Többekkel. (Orvosi Hetilap, 1965. 19.)
- Androgén és anabolikus szteroidok lysozim hatása és klinikai vonatkozásai. Többekkel. (A Korányi Sándor Társaság tudományos ülései. III. Szteroidok a klinikumban. Szerk. Rajka Ödön, Zoltán Imre. Budapest, 1965)
- Lymphoreticular Reactions in Eales’s Disease. Többekkel. (Ophthalmologica [Basel], 1965)
- Bedeutung der leukämischen Augensymptome. Többekkel. (Ophthalmologica [Basel], 1966)
- A vörösvértestek és a serum lipoidjainak vékonyréteg-kromatográfiás vizsgálata. Kahánné László Ilonával. (Kísérletes Orvostudomány, 1967)
- Adatok a hyalouronidase exophthalmust okozó csökkentő hatásmechanizmusának kérdéséhez. Julesz Miklóssal, Oláh Miklóssal. (Orvosi Hetilap, 1967. 29.)
- Bilirubin Retinopathy. Többekkel. (British Journal of Ophthalmology, 1968)
- A különböző retinaleválás-elleni műtétek indikációiról. Bogáts V.-vel. (Szemészet, 1969)
- A vér szerepe a retinaleválások keletkezésében és műtéti befolyásolhatóságában. Szalay Lászlóval. (Orvosi Hetilap, 1971. 39.)
- A vér szerepe a retinabetegségek keletkezésében és gyógykezelésében. Doktori értekezés. (Szeged, 1971)
- Szempanaszok jelentősége az általános orvos tevékenységében. (Orvosi Hetilap, 1972. 1.)
- A szem melanoma malignumjának neuroectodermalis eredetéről, katecholamin-tartalmáról és antigen természetéről. Többekkel. (Magyar Onkológia, 1975)
- A szemészeti alapismeretek rendszere. Egyetemi jegyzet. Sziklai Pállal. (Szeged, 1976, 2. kiad. 1978, 3. kiad. 1980, 4. kiad. 1983)
- Developmental Implications of Ocular Pharmacology. (Pharmacological Therapy, 1985)

## Díjai, elismerései
- Érdemes orvos (1957)
- Kiváló orvos (1978)
- Jancsó Miklós-emlékérem (1983)
- Munka Érdemrend arany fokozata (1984)
- Blaskovics Imre-emlékérem (1989)
- Magyar Köztársaság Elnökének Érdemérme (2003)[7]